# Cochiti
Cochiti (noto anche come Cochiti Pueblo) è un census-designated place degli Stati Uniti d'America, nella Contea di Sandoval nello stato del Nuovo Messico. Ha una popolazione di 507 abitanti secondo il censimento del 2000. Secondo lo United States Census Bureau ha un'area totale di 3,1 km².

## Geografia fisica
Cochiti si trova lungo la riva destra del Rio Grande a circa 37 km a sud-ovest di Santa Fe. È il più settentrionale dei pueblo di lingua keres presenti nel Nuovo Messico.
Secondo il censimento del 2000 oltre il 95% della popolazione è costituito da nativi americani.
Il Pueblo è inserito nel Registro nazionale dei luoghi storici degli Stati Uniti.
A circa 3 km a nord del centro abitato è stato realizzato uno sbarramento sul Rio Grande a fini di irrigazione e controllo del flusso.
A circa 8 km a nord-ovest si trova la principale attrazione turistica della zona, il sito naturale del Tent Rocks National Monument.

## Storia

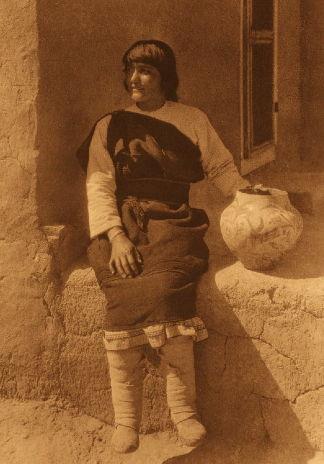
Donna Cochiti (1925)

Prima dell'arrivo degli spagnoli nell'area abitavano dei nativi Pueblo di lingua keres. Intorno al 1250, probabilmente a causa di una guerra con il vicino gruppo dei Tewa, i Pueblo si separarono dando vita ai due insediamenti di Cochiti Pueblo e San Felipe Pueblo.
La presenza di nativi nel Pueblo di Cochiti è testimoniata dal resoconto dell'esploratore Juan de Oñate che giunse qui nel 1598 durante la sua campagna di colonizzazione della valle superiore del Rio Grande condotta su incarico del re di Spagna Filippo II.
Durante il periodo della dominazione spagnola venne costruita la missione di San Buenaventura di cui ci resta parte della chiesa edificata nel 1667 e poi successivamente più volte modificata nel corso del XVIII secolo ed anche nei primi anni del secolo scorso.
Nel 1680 i pueblo di Cochiti parteciparono attivamente alla rivolta contro gli spagnoli pur rimanendo nel loro territorio. Circa un anno dopo, alla notizia che il governatore Otermin era rientrato nella provincia del Nuovo Messico per tentare la riconquista dei territori persi durante la rivolta, essi si ritirarono, insieme alle tribù Keres di San Felipe and Santo Domingo e alcuni Tewa da San Marcos e da Tigua di Taos e Picuris, nella mesa fortificata di Potrero Viejo (nota anche come la Cieneguilla de Cochiti), a circa 11 chilometri a nord-est, verso Horn Mesa. Nel 1683 essi fecero ritorno a Cochiti, ma dovettero nuovamente fare ritorno a Cieneguilla più volte per sfuggire alle truppe spagnole.
Nel 1692, in nuovo governatore spagnolo Diego de Vargas si recò a Cieneguilla e convinse i pueblos a fare ritorno ai loro villaggi. I Pueblos di San Felipe rientrarono nei loro territori lungo il Rio Grande dove rimasero, mentre i Cochiti ritornarono al Potrero, dove rimasero fino all'inizio dell'anno successivo, quando Vargas con 70 soldati, alcuni coloni e circa 100 indiani alleati delle tribù di San Felipe, Santa Ana , e Zia, assaltò di notte il pueblo costringendo i Cochiti alla fuga. A questo punto gli alleati indiani di Vargas, temendo una ritorsione da parte dei Cochiti, rientrano a protezione dei loro villaggi, lasciando solo Vargas che fu sorpreso dal ritorno dei Cochiti che riuscirono a liberare la maggior parte dei prigionieri indiani. Vargas allora incendiò il Portrero e rientrò a Santa Fè portando con sé una grande quantità di mais razziato nel villaggio e circa 200 donne prigioniere. Come conseguenza di questi eventi il Pueblo di Cochiti rimase disabitato fino al 1694.
Nel 1766 il Governatore Tomás Vélez Cachupín concesse a diversi gruppi di indiani Pueblo, fra cui i Cochiti, un diritto di proprietà sulle loro terre, in base a presunte concessioni rilasciate dal Governatore Domingo Jironza Petrís de Cruzate nel 1689, che a causa della distruzione degli archivi di santa Fè avvenuta nel 1680 non furono mai trovate.
Dopo il passaggio del territorio del Nuovo Messico agli Stati Uniti, a seguito del Trattato di Guadalupe Hidalgo del 1848, questi diritti territoriali vennero confermati dal Congresso degli Stati Uniti su indicazione dell'Ispettore Generale del Nuovo Messico. In particolare nel 1859 venne confermato il diritto di Cochiti riguardante 24.256,50 acri. Questo diritto fu poi confermato nel 1864.
In merito a queste concessioni fatte dal governatore spagnolo Cachupin è sorta recentemente una polemica in quanto secondo alcuni studi sembra che questi diritti siano, almeno in parte, dei falsi.